# İlyaslar, Doğanhisar
İlyaslar là một xã thuộc huyện Doğanhisar, tỉnh Konya, Thổ Nhĩ Kỳ. Dân số thời điểm năm 2011 là 676 người.